# Effetto serra

Scambio radiativo ed influenza dell'effetto serra atmosferico.

Nelle scienze dell'atmosfera, l'effetto serra è un particolare fenomeno di regolazione della temperatura di un pianeta (o satellite) provvisto di atmosfera, che consiste nell'accumulo all'interno della stessa atmosfera di una parte dell'energia termica proveniente dalla stella attorno alla quale orbita il corpo celeste, per effetto della presenza in atmosfera di alcuni gas, detti appunto "gas serra".
Tali gas permettono l'ingresso della radiazione solare proveniente dalla stella, mentre ostacolano l'uscita della radiazione infrarossa riemessa dalla superficie del corpo celeste (caratterizzata da una lunghezza d'onda di circa 15 micron, maggiore della lunghezza d'onda della radiazione entrante): ciò porta da una parte ad un aumento della temperatura del corpo celeste coinvolto dal fenomeno e dall'altra parte a escursioni termiche meno intense di quelle che si avrebbero in assenza dell'effetto serra, in quanto il calore assorbito viene ceduto più lentamente verso l'esterno.
Il termine deriva dall'errata analogia con quanto avviene nelle serre per la coltivazione: in questo caso l'aumento di temperatura è dovuto all'assenza di convezione (una modalità di trasferimento del calore) e non all'intrappolamento dell'energia radiante. L'effetto serra, inteso come fenomeno naturale, è essenziale per la presenza e lo sviluppo della vita sulla Terra; al contrario, l'aumento dell'effetto serra, che invece è causato dall'intervento dell'uomo sulla natura, alterando il normale equilibrio termico del pianeta, ha portato nel corso degli anni a mutamenti importanti dal punto di vista climatico e ambientale, per effetto del conseguente riscaldamento globale.

## Storia

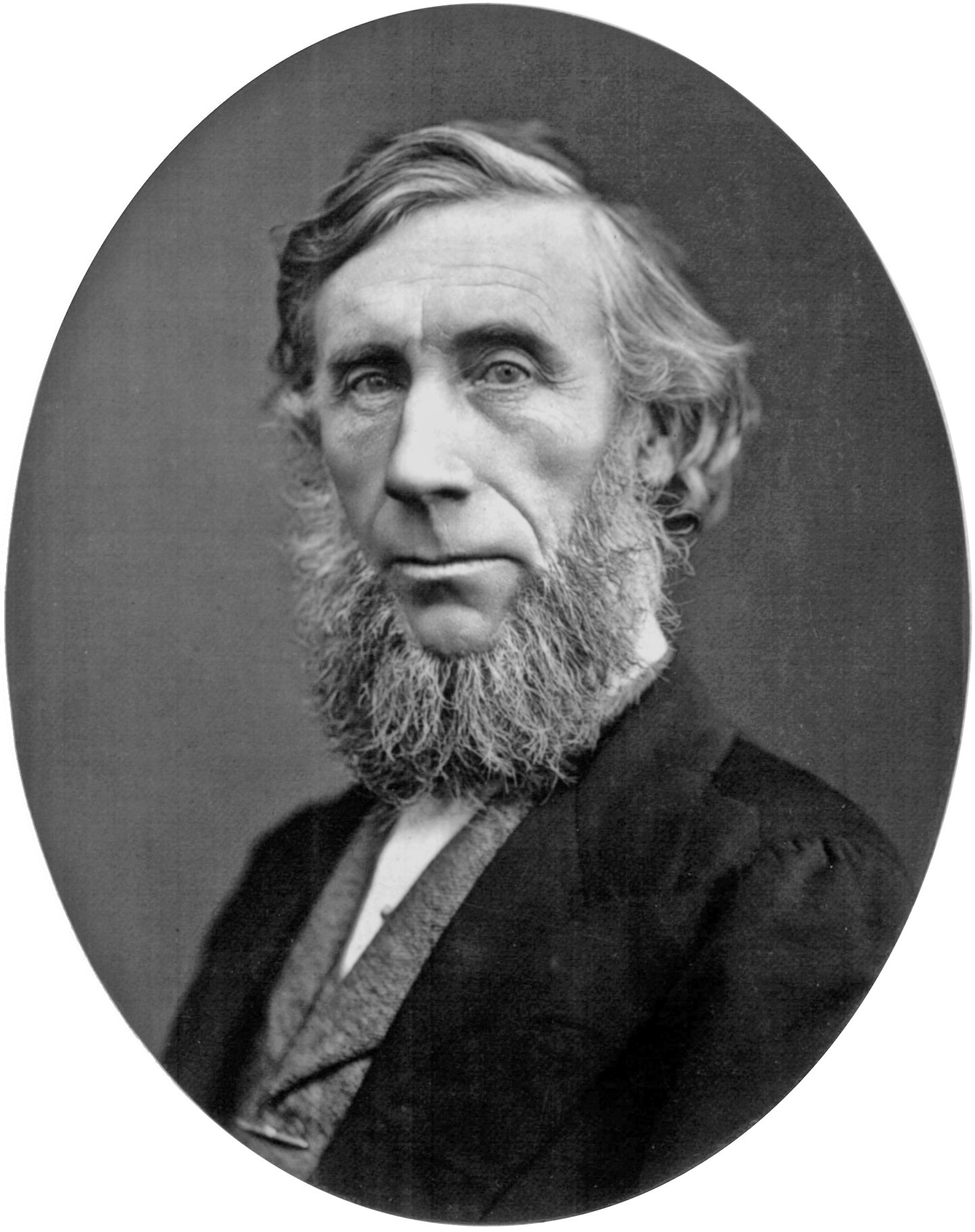
John Tyndall

Le date ed i personaggi rilevanti per la scoperta dell'effetto serra sono:
- 1827 – Fourier lancia l'idea che l'atmosfera agisca come i vetri in una casa riscaldata (selettività dell'atmosfera).[4]
- 1856 - Newton Foote scopre il ruolo della CO2 nell'aumento di temperatura di una miscela di gas e spiega che la temperature della Terra sarebbe più alta se contenesse una quantità maggiore di CO2 [5]
- 1865 – Tyndall attribuisce la selettività dell'atmosfera al vapor d'acqua.[6]
- 1884 – Langley e collaboratori calcolano che senza atmosfera la temperatura della Terra sarebbe di -200 °C.
- 1895 – De Marchi calcola gli effetti del vapor d'acqua sulla temperatura della Terra in relazione alle glaciazioni.
- 1896 – Arrhenius, basandosi sulle prime osservazioni a raggi infrarossi della Luna effettuate da Langley, fu il primo a calcolare un aumento di circa 3 °C della temperatura terrestre, come conseguenza di un raddoppio di CO2 sulla Terra.
- 1900 – Langley e Abat, rettificando i conti precedenti calcolano per la Luna (che è senza atmosfera) una temperatura di 45 K.
- 1990 – Inizia il dibattito scientifico sugli effetti di CO2 sulla temperatura terrestre.

La scoperta dell'effetto serra è dovuta al fisico-matematico francese Joseph Fourier nell'Ottocento per induzione in seguito ai suoi studi teorici sulla trasmissione del calore nei corpi. Nel 1824 fu lui a capire che l'atmosfera produce un effetto serra sul nostro pianeta: l'energia irradiata dalla Terra verso lo spazio è minore di quella ricevuta dalla radiazione solare (che ha una lunghezza d'onda minore). Un ipotetico corpo nero alla stessa distanza dal sole avrebbe una temperatura di circa 5,3 °C. Dato che la Terra riflette il 30% circa della radiazione ricevuta dal Sole, la temperatura effettiva del pianeta sarebbe di circa -18 °C, cioè circa 33 gradi centigradi in meno di quella attuale. Secondo la teoria dell'effetto serra è il vapore acqueo il principale gas a provocare l'effetto serra terrestre mentre si riteneva che gli altri gas presenti nell'atmosfera, apportassero un contributo trascurabile.
Nuove ricerche furono condotte nella metà dell'Ottocento dalla scienziata Eurice Newton Foote, la quale grazie a un esperimento fatto in casa sua dimostrò che un'atmosfera contenente alte quantità di anidride carbonica trattiene maggiormente il calore rispetto a una con minori concentrazioni di questo gas. Nella sua ricerca esposta nel 1856 Newton Foote scrisse: “Un’atmosfera carica di gas acido carbonico darebbe alla nostra Terra una temperatura elevata; e se, come alcuni suppongono, in un periodo della sua storia l'aria fosse stata mescolata con esso in una proporzione maggiore di quella attuale, ne sarebbe derivata una temperatura necessariamente più alta".

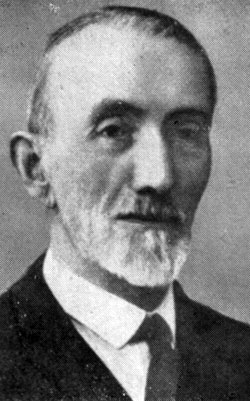
Luigi De Marchi

Nei primi anni del Novecento, il chimico svedese Svante Arrhenius comprese che l'industrializzazione, poiché produceva un aumento delle quantità di CO2 nell'atmosfera, avrebbe potuto intensificare il fenomeno dell'effetto serra naturale. Successivamente Arrhenius si spinse oltre, affrontando per la prima volta il problema noto in climatologia come problema del raddoppio di CO2 in atmosfera: Arrhenius calcolò manualmente che se la concentrazione di CO2 fosse raddoppiata, come conseguenza la temperatura sarebbe salita di 4,1 °C sulla Terra e 3,3 °C negli oceani.
Il quinto rapporto del Gruppo intergovernativo sul cambiamento climatico (IPCC, un comitato scientifico internazionale insediato dall'ONU negli anni novanta) enuncia come la maggior parte dell'aumento osservato nella temperatura media globale dalla metà del XX secolo è molto probabilmente dovuto all'aumento osservato della concentrazione di gas-serra antropogenici.
Nel 2017 secondo un rapporto della Cdp (Carbon Disclosure Project) il 71% delle emissioni globali di CO2 sarebbe imputabile a 100 aziende. Le più rilevanti tra queste sono: l’industria carboniera cinese che risulta responsabile del 14% delle emissioni, la Saudi Aramco Oil Company (4,5%), la russa Gazprom, (3,9%), National Iranian Oil Company (2,3%), ExoonMobil Corp (2%), Coal India (1,9%), Petroleos Mexicanos (1,9%), Russia Coal (1,9%), Royal Dutch Shell Plc (1,7%), China National Petrolum Corp (1,26%).

## Descrizione
L'effetto serra agisce direttamente sul trasferimento radiativo nell'atmosfera terrestre: i raggi solari a corta lunghezza d'onda penetrano facilmente nell'atmosfera raggiungendo in buona parte la superficie del pianeta Terra, dove vengono in parte riflessi ed in parte assorbiti dalla superficie e convertiti in calore. Il calore viene dissipato verso lo spazio sotto forma di irraggiamento infrarosso. Secondo le leggi fondamentali dell'irradiazione elettromagnetica (legge del corpo nero di Planck, legge di Stefan-Boltzmann e legge di Wien), l'interferenza dei gas serra (sotto forma di assorbimento o opacità) alla dissipazione della radiazione infrarossa terrestre comporta l'accumulo di energia termica in atmosfera e quindi l'innalzamento della temperatura superficiale fino al raggiungimento di un punto di equilibrio termico-radiativo tra radiazione solare in arrivo e radiazione infrarossa in uscita.
L'inquinamento atmosferico dovuto alla continua e crescente combustione di fonti fossili a scopo energetico, alla deforestazione tropicale, all'agricoltura industrializzata e all'estensione della pratica dell'allevamento di bestiame, determina un aumento dei gas serra in atmosfera in particolare dell'anidride carbonica (CO2), del metano (CH4), del protossido di azoto o ossido di diazoto (N2O) e dell'ozono (O3) innalzando così l'effetto serra naturale di una componente antropica e dando origine ai cambiamenti climatici attuali sotto forma di riscaldamento globale. Quanto agli effetti sul vapore acqueo essi sono indiretti (aumento dell'evaporazione dalla superficie oceanica in seguito a riscaldamento) e ancora poco compresi.
Nel sistema solare, oltre che sulla Terra, l'effetto serra regola le condizioni termiche sui pianeti Marte, Venere e sul satellite Titano, mentre la nostra Luna, priva di atmosfera e quindi di effetto serra, presenta escursioni di temperatura fortissime fra il giorno e la notte e fra le zone in ombra e quelle illuminate.

### Dinamica del fenomeno sulla Terra

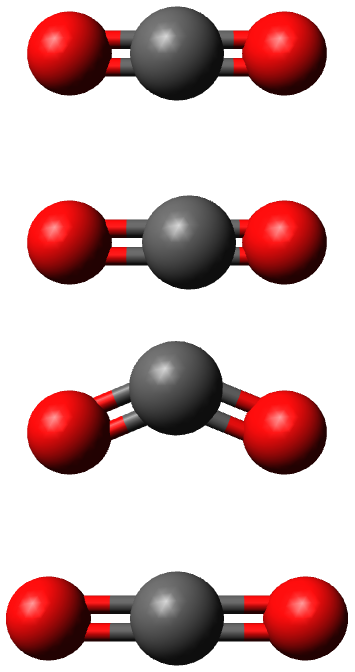
Assorbimento della radiazione termica da parte della CO_{2}

L'effetto serra è la capacità dell'atmosfera di trattenere più o meno calore: non è un fenomeno unico, ma raggruppa tutti quei fenomeni (locali o globali, di breve o lunga durata) che fanno variare il contenuto atmosferico di vapore acqueo, CO2 e metano.
Infatti, un'atmosfera più umida, cioè con maggior contenuto di vapore acqueo, trattiene più calore di un'atmosfera meno umida; un'atmosfera che contiene più CO2 o metano, trattiene più calore di un'atmosfera con minor contenuto di questi gas.
La superficie terrestre viene riscaldata sfruttando l'energia proveniente dal Sole in 2 modi: per 1/3 grazie all'assorbimento diretto dell'energia proveniente dal Sole e per 2/3 a causa del contatto con l'atmosfera che riesce a rimanere calda trattenendo, grazie all'effetto serra, l'energia "solare" riemanata dalla superficie terrestre sotto forma di radiazione infrarossa (l'atmosfera infatti non è scaldata direttamente dai raggi solari ma dalla superficie terrestre quando assorbe i raggi solari).
Analizzando il Bilancio energetico Sole - Terra si può notare che parte dell'energia proveniente dal Sole (il 55%) viene immediatamente riflessa dalle nubi e dagli aerosol presenti nell'atmosfera, mentre parte (il 45%) riesce a raggiungere la superficie terrestre e viene assorbita dalla Terra (assorbita dai mari, dalle rocce, dai suoli, dalla vegetazione).
La Terra riemette l'energia assorbita sotto forma di radiazioni infrarosse e parte di esse (il 35%) riescono a sfuggire all'atmosfera venendo irradiate nello spazio, parte (il 65%) vengono imprigionate e trattenute dall'atmosfera che per questo motivo si scalda (soprattutto negli strati più vicini alla superficie terrestre).

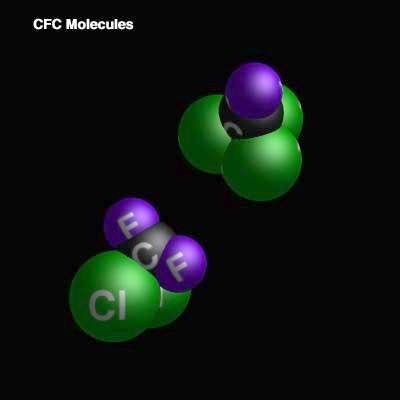
Clorofluorocarburi (CFC)

Quando si parla di aumento o diminuzione dell'effetto serra ci si riferisce proprio all'aumento o alla diminuzione della capacità di trattenere calore da parte dell'atmosfera dovuta ad una variazione della concentrazione dei gas serra: è ovvio che se l'atmosfera riesce a trattenere più calore si avrà un innalzamento della temperatura interna del pianeta, se l'atmosfera riesce a trattenere meno calore si avrà una diminuzione delle temperature.
Tuttavia l'effetto serra non coincide e non deve essere confuso con il semplice aumento o diminuzione della temperatura terrestre. Non è detto infatti che un aumento o diminuzione della temperatura della Terra sia dovuta alla sola variazione dell'effetto serra: ad esempio quando nel passato è arrivata maggior energia dal Sole sulla Terra (a causa di variazioni orbitali terrestri e/o maggiore attività solare), si è avuto un innalzamento delle temperature senza che sia necessariamente variato il peso dovuto all'effetto serra. In questo caso la capacità dell'atmosfera di trattenere calore non è variata e l'aumento di temperatura è dovuto solo al fatto che maggior energia dal Sole è entrata in gioco nel sistema climatico terrestre.
Sebbene l'effetto serra sia un fenomeno legato all'equilibro termico terrestre sul medio-lungo periodo cioè a scala climatica, esistono molti altri fattori che contribuiscono ad alzare o abbassare l'effetto serra localmente e su scala temporale meteorologica: alcuni di questi fattori sono interni all'atmosfera (piogge, spostamenti di masse d'aria umide, annuvolamenti, contenuto di vapore acqueo, CO2, metano,...) altri sono esterni (evaporazione dei mari, scambio di CO2 tra mare e atmosfera, respirazione del mondo vegetale e animale, azione batterica nei terreni, emissioni vulcaniche,...). In una situazione di equilibrio termico ideale (tanta energia assorbita quanta riemessa) tutti questi fattori compartecipano, apportando localmente contributi tali da annullarsi a vicenda, facendo rimanere il sistema in equilibrio termico sul lungo periodo in media globale.
Quando si parla di aumento o diminuzione dell'effetto serra si parla della tendenza di tutti questi fattori a trovare un nuovo equilibrio globale verso una situazione di più alta o più bassa temperatura. Va sottolineato che i fattori che formano il clima (venti, piogge, evaporazione, correnti oceaniche,...) sono sempre generati da situazioni di non equilibrio termico locale: ad esempio i venti, le piogge, lo spostamento di nuvole e masse d'aria, ecc. nascono tutti dagli squilibri termici generati dalla diversa insolazione che subiscono le varie parti del globo terrestre (si formano così i campi di alta e bassa pressione, i movimenti delle correnti oceaniche,...). L'effetto serra è dunque elemento riequilibratore del clima, agisce a carattere locale, viene alterato continuamente su aree più o meno estese ma dona un equilibrio termico a carattere globale. Proprio l'equilibrio termico globale fa sì che si possano riequilibrare le alterazioni a carattere locale e proprio grazie alla compensazione delle alterazioni locali (alcune positive altre negative) si può mantenere un determinato equilibrio termico globale.
L'effetto serra agisce realizzando effetti di retroazione negativa sul sistema climatico evitando che il sistema Terra entri in uno stato di squilibrio termico. Quando un fattore tende a fare alzare l'effetto serra il sistema clima reagisce con effetti di raffreddamento, quando l'effetto serra tende ad abbassarsi si avranno effetti di riscaldamento: alterando un parametro che squilibra il sistema climatico (insolazione, evaporazione, piogge, annuvolamento, attività vegetale, animale o batterica, attività vulcanica, contenuto gas serra,...) il sistema reagisce in maniera tale da riequilibrare la variazione che il clima subisce sia a livello locale (più velocemente) che a livello globale (in maniera più lenta). Se un fattore fa aumentare l'effetto serra (maggior contenuto di vapore acqueo o di CO2,...) allora il sistema subirà una variazione che sviluppa quegli elementi che riequilibrano il clima (aumento delle perturbazioni atmosferiche che rilasciano il vapore acqueo contenuto nell'atmosfera, maggior sviluppo del mondo vegetale che consuma acqua e CO2,...).

### Fattori di influenza
I fattori che influenzano l'effetto serra sono molti (alcuni ancora non ben conosciuti) e si comportano in maniera diversa tra loro.
Alcuni sono fenomeni locali (piogge, evaporazione, venti, annuvolamenti ecc...) altri hanno comportamenti più globali (campi di alta o bassa pressione, spostamenti di masse d'aria, variazione del contenuto atmosferico globale di vapore acqueo, CO2 o metano, correnti oceaniche,...), alcuni provocano variazione di breve durata (ore, giorni, settimane) altri di lunga durata (anni, decenni, secoli,...): 
1. L'aumento di evaporazione provoca un effetto di riscaldamento: l'atmosfera diventa più umida (sale il contenuto di vapore acqueo) e l'atmosfera che diventa più umida trattiene più calore;
2. L'aumento delle piogge provoca un effetto di raffreddamento: l'atmosfera diventa meno umida (perde vapore acqueo) e trattiene meno calore.
3. L'aumento di nuvolosità svolge un duplice effetto: principalmente ha un effetto di raffreddamento isolando la superficie terrestre dai raggi del sole (e quindi meno raggi arrivano dal sole alla superficie terrestre meno calore entra in gioco); in altri casi ha un effetto di riscaldamento bloccando la dispersione del calore già contenuto dall'atmosfera (come un tappo).

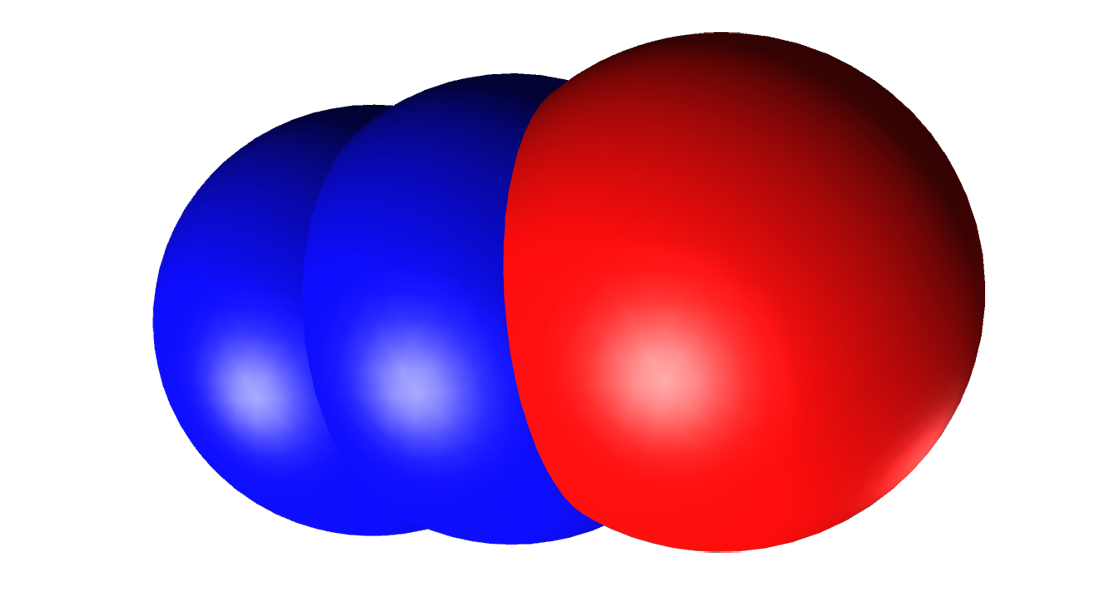
Protossido di azoto

1. I campi di alta e bassa pressione regolano lo spostamento “rapido” di aria più calda o più fredda, più o meno umida, intervenendo direttamente e rapidamente sulla capacità dell'atmosfera di trattenere più o meno calore.
2. Spostamenti di masse d'aria, cicloni,... sono fortemente connessi a quanto già detto per le piogge, le nuvole, e i campi di alta o bassa pressione.
3. Le correnti oceaniche sembrano svolgere un ruolo importantissimo e fondamentale per riequilibrare il clima, simile a quello degli spostamenti di masse d'aria in atmosfera.
4. Aumento del livello del mare di circa 20 cm annui tramite il fenomeno delle piogge e dello scioglimento dei ghiacciai;
5. Le variazioni globali nel contenuto atmosferico di vapore acqueo, CO2 e metano, provocano variazioni di più lunga durata sulla temperatura e sono equilibrate dall'effetto serra perché fortemente connesse con alcune variazioni nei mari e nella biologia presente sulla Terra, tipo:
6. Il consumo di CO2 da parte delle piante (maggiore CO2 c'è in atmosfera maggiore sarà il consumo da parte delle piante)
7. Il passaggio di vapore acqueo o CO2 dai mari all'atmosfera (più è caldo più vapore e CO2 passano in atmosfera ma più vapore c'è in atmosfera e più nuvolosità e piogge si avranno)
8. Il passaggio di metano dalla terra all'atmosfera causato dai batteri (più è caldo maggior metano viene immesso in atmosfera).

## Effetto serra e cambiamenti climatici

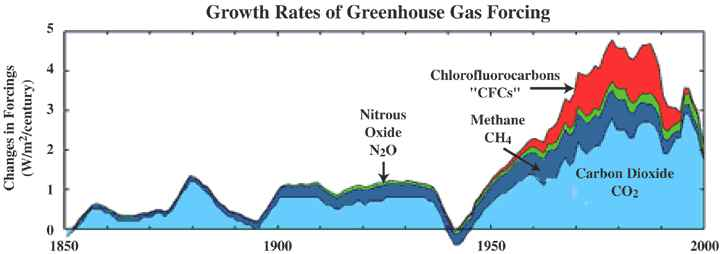
Variazioni nel tempo dei gas serra antropogenici nell'atmosfera.

Il sistema climatico è caratterizzato da due principali fattori:
- La ciclicità[18] (cicli giornalieri, stagionali, annuali, decennali, millenari,...) legata principalmente ai movimenti della Terra (rotazione, rivoluzione, effetto dell'inclinazione dell'asse, ecc.) o ad altre cause cicliche (fasi solari, macchie solari,...);
- La variabilità all'interno dei cicli, dovuta a cause non cicliche principalmente interne al pianeta (movimenti delle masse d'aria, eruzioni vulcaniche, correnti oceaniche,...) ma anche esterne (meteoriti, interazione con altre stelle o pianeti,...).

In questo contesto l'effetto serra si presenta come il fenomeno che regola i rapporti tra ciclicità e variabilità climatica rendendo il sistema clima un sistema attivo autoregolante e retroattivo: infatti cambiando un parametro climatico (insolazione, umidità dell'aria,...) l'effetto serra reagisce in maniera tale da far tornare regolari e costanti le condizioni energetiche totali del sistema Terra.
Più in particolare per effetto serra si intendono tutti quei fenomeni attraverso i quali la natura interviene a regolare la capacità dell'atmosfera di trattenere o meno l'energia proveniente dal Sole. L'effetto serra, pur avendo una certa regolarità per lunghi periodi, non ha valori fissi e continui nel tempo ma varia continuamente anche durante le stagioni dell'anno: contrariamente a quanto si potrebbe pensare, d'estate (quando è più caldo) l'effetto serra è minimo mentre d'inverno è massimo (proprio perché quando è più freddo l'atmosfera tende a trattenere di più il "poco calore" che arriva dal Sole). 

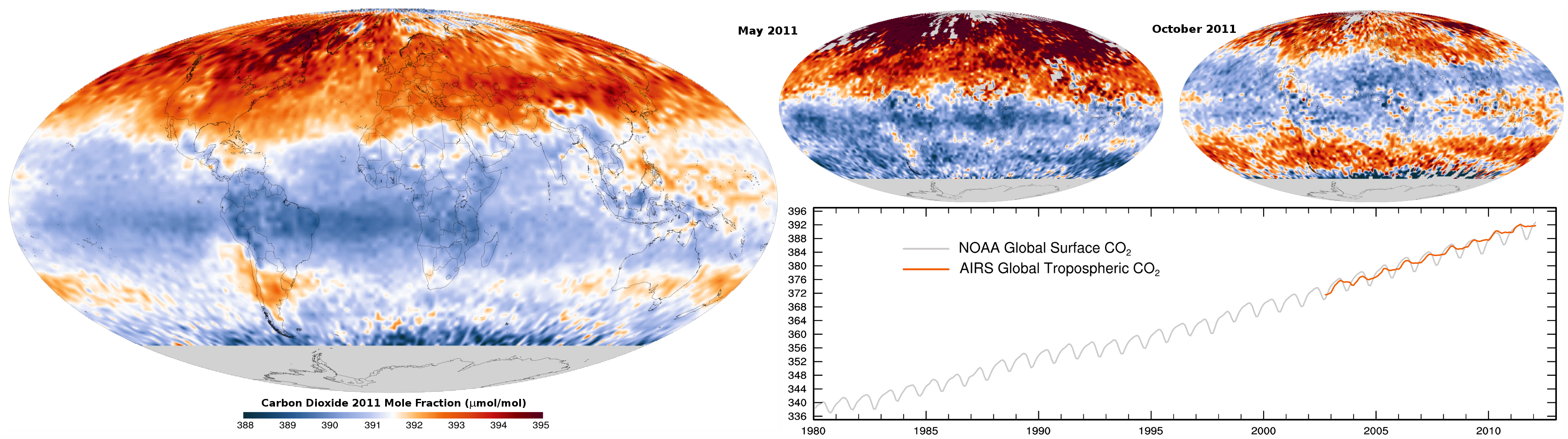
Distribuzione di Co2 nei due emisferi

Ad esempio d'estate quando è massima l'insolazione (l'energia solare che arriva sulla Terra), diminuisce il potenziale serra dell'atmosfera poiché diminuisce l'umidità dell'aria (ossia il contenuto di vapore acqueo) ed è minimo il contenuto di CO2 (grazie al consumo di CO2 delle piante in estate): l'atmosfera quindi, trattiene minor calore al suo interno. Al contrario d'inverno, quando l'insolazione è minima (cioè è minima l'energia che proviene dal sole), è massimo il potenziale serra dell'atmosfera, poiché è massima sia l'umidità dell'atmosfera sia il contenuto di CO2 (le piante in inverno ne consumano molto meno): l'atmosfera riesce a trattenere maggiore energia al suo interno. Questa caratteristica è facilmente osservabile di notte in inverno: è noto che, quando osserviamo un cielo invernale pieno di stelle, ci dobbiamo aspettare una notte fredda, con possibili gelate notturne, mentre una serata con cielo nuvoloso è di sicuro meno fredda.
Un altro esempio comune di effetto serra è quello che interviene nei cicli giornalieri del clima ossia l'alternanza giorno-notte e le variazioni di temperatura ad essa associata: la ciclicità in questo caso riguarda le temperature che a causa dell'insolazione sono massime intorno alle ore 12-15 del pomeriggio e minime intorno alle 3-5 di notte; la variabilità è data dalle piogge e dagli spostamenti di masse d'aria (più o meno calde e umide) che possono investire una zona e cambiare il "tempo" di uno o più giornate. L'effetto serra, si mostra attraverso le piogge (ossia la perdita di umidità da parte dell'atmosfera), l'evaporazione o il movimento di masse d'aria umida (ossia l'arricchimento d'umidità dell'atmosfera) e il movimento o la formazione di corpi nuvolosi (cioè il tentativo di isolare una zona e diminuire l'insolazione respingendo i raggi solari). Tutti questi sono fenomeni che possono investire una zona in un momento della giornata o persistere per più giornate. Attraverso le piogge, l'evaporazione e i movimenti d'aria e nuvole, l'effetto serra interviene giornalmente (e in modo diverso da zona a zona) regolando la capacità dell'atmosfera di trattenere energia, in maniera tale da mantenere regolare e costante il rapporto tra l'energia che nel trascorrere dei giorni arriva sulla Terra e l'energia che la Terra perde. In pratica l'effetto serra opera attraverso l'atmosfera (regolando la concentrazione in atmosfera di vapore acqueo, anidride carbonica, metano, ecc.) ed ha come obbiettivo la mitigazione del clima eliminando gli eccessi di riscaldamento o gli eccessi di raffreddamento ai quali è soggetta la Terra a causa dei suoi moti.
Quindi l'effetto serra non è un fenomeno fisso e sempre costante ma è un fenomeno che varia per regolare il clima e le sue variazioni sono sia di carattere giornaliero, sia di carattere stagionale e varia anche per cicli climatici molto più lunghi come nel caso dell'alternarsi di periodi glaciali e interglaciali (cicli di migliaia di anni) o addirittura di ere glaciali e interglaciali (cicli di milioni di anni). Non tutti i gas che formano l'atmosfera hanno una capacità serra (cioè una capacità a trattenere calore) ed è ancora aperta la discussione sulla maggiore o minore influenza dei vari gas serra (cioè quelli che hanno più o meno capacità a trattenere calore), tra i quali i più importanti sono:
- il vapore acqueo (rappresenta circa il 70% dell'effetto serra) che ha la caratteristica di poter essere trovato rapidamente (evaporazione di mari, fiumi e laghi) e altrettanto rapidamente può essere scartato dall'atmosfera (piogge) ed è quindi importante per i cicli giornalieri e stagionali. In generale l'aumento di umidità dell'aria fa aumentare l'effetto serra (ossia l'atmosfera più umida trattiene più calore) mentre la formazione di nuvole interviene per diminuire l'effetto serra contrastando l'insolazione diretta e facendo perdere umidità all'atmosfera attraverso le piogge;[20]
- l'anidride carbonica e metano (rappresentano insieme il 25% dell'effetto serra) che al contrario rimangono molto più a lungo in atmosfera e sono quindi importanti per regolare i cicli stagionali e decennali. Questi gas riescono a trattenere calore sulla Terra riflettendo determinate lunghezze d'onda e come accade per il vapore acqueo, sono continuamente scambiati tra atmosfera, terra e mari (attraverso l'evaporazione, piogge, respirazione delle piante, eruzioni vulcaniche) dando luogo a variazioni sia giornaliere che stagionali nel contenuto in atmosfera sia di CO2 che di metano.[20]
- altri tra cui: protossido d'azoto (N2O), clorofluorocarburi (CFC), esafluoruro di zolfo (SF6),... che insieme rappresentano il restante 5% dell'effetto serra.[20]

### Surriscaldamento globale
La composizione dell'atmosfera è cambiata molto nel corso della storia della Terra a causa di fattori geologici (emissioni vulcaniche, emissioni gas terrestri, assorbimento o emissioni degli oceani, ecc.) e biologici (attività batteriche, respirazione di piante e animali, attività degli organismi viventi, ecc.): con essa è cambiata anche la capacità dell'atmosfera di trattenere più o meno calore e l'effetto serra del pianeta ha subito una continua e lenta evoluzione.
Anche l'uomo, come tutto il mondo biologico, con le sue attività (respirazione, coltivazione, allevamento, consumo di energia, bonifica delle paludi, salvaguardia degli ecosistemi, risanamento dei suoli, cementificazione, ecc.) influenza in molti modi l'ambiente in cui vive.

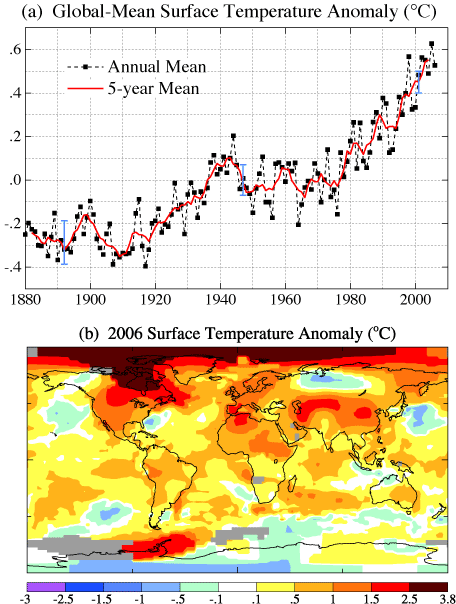
Visualizzazione grafica del riscaldamento globale e della sua distribuzione geografica dai dati rilevati (dati NASA 2006)

Secondo la teoria del surriscaldamento globale, l'attuale riscaldamento del clima terrestre ha sia una parte naturale dovuta alle normali variazioni climatiche, sia una parte artificiale dovuta all'azione umana: si ritiene che l'uomo incida sull'atmosfera apportando un aumento eccessivo di CO2 e metano (soltanto la metà di CO2 prodotta viene assorbita dai mari) e proprio questo aumento di gas è ritenuto responsabile della parte artificiale nell'aumento della temperatura terrestre.

Infatti una grande impennata nella concentrazione atmosferica di gas come CO2 e metano si è registrata con l'utilizzo di combustibili fossili, che ha intaccato le riserve geologiche di carbonio alterandone il ciclo, e con la maggior produzione di metano dovuta ad un'esplosione dell'allevamento di bestiame (suini e bovini) e delle colture a sommersione (per esempio il riso).

Anche prodotti di sintesi, quali i clorofluorocarburi (CFC) ed i perfluorocarburi, contribuiscono - oltre al noto problema del buco dell'ozono - all'intensificazione dell'effetto serra.
Una possibile importante fonte di rilascio del gas serra metano nell'atmosfera è il fondale oceanico quando è sottoposto al riscaldamento globale stesso. 
Un rapporto stima che entro il 2052 la temperatura media del pianeta salirà di due gradi, mentre entro il 2080 il surriscaldamento raggiungerà i 2.8 gradi Celsius, con conseguenze potenzialmente drammatiche per l'ambiente e per lo stesso genere umano. Nel 2012 viene calcolato che la quantità di gas serra emessa in un anno è doppia rispetto a quella che può essere assorbita da foreste e oceani.
I Paesi che emettono la maggior parte dei gas serra sono i Paesi più industrializzati, Stati Uniti in testa, ma da alcuni anni il ruolo dei Paesi in via di sviluppo in quest'ambito sta crescendo in maniera esponenziale in relazione alla crescita della produzione interna, dell'approvvigionamento energetico e dell'accesso alle tecnologie.
Analizzando i dati globali sulle emissioni di CO2, risulta evidente che alcuni Paesi hanno un impatto maggiore rispetto ad altri. Attualmente, i Paesi che emettono la maggiore quantità di CO2 sono la Cina, gli Stati Uniti e l'India, in quest'ordine. Se si considera invece la quantità complessiva di CO2 emessa in atmosfera nel corso della storia, il quadro cambia. Gli Stati Uniti sono in testa alla lista, seguiti dalla Cina e dalla Russia. Infine, se si esamina l'impatto delle emissioni di CO2 in rapporto alla popolazione, ossia si valuta la quantità di CO2 prodotta per abitante, le nazioni che risaltano sono il Qatar, il Bahrein e il Kuwait.
Un primo tentativo di limitare l'alterazione climatica indotta dall'uomo è il Trattato delle Nazioni Unite sul clima (UNFCCC), stipulato nel 1992 a Rio. Esso vede nel Protocollo di Kyōto il primo strumento di attuazione di una politica ambientale più responsabile. Alcuni Paesi come gli Stati Uniti, pur avendo sottoscritto il Trattato hanno deciso di non aderire al Protocollo, inizialmente citando studi in cui si metteva in dubbio la responsabilità delle attività antropiche, poi, nel 2005, sostenendo che l'economia americana non sarebbe pronta ad effettuare la transizione verso un minore impatto ambientale. La sede dell'UNFCCC si trova a Bonn. L'ultimo atto della lotta alle emissioni di CO2 si è avuto al G20 dell'Aquila in cui si è deciso che i paesi industrializzati dovranno assumere la guida del processo per contribuire in maniera determinante alla riduzione delle emissioni di CO2 secondo una condivisione equilibrata delle responsabilità.